# Alf Sundström
Wilhelm Alfons (Alf) Maria Sundström, född 16 april 1888 i Nansta, Forsa församling, Gävleborgs län, död 14 augusti 1961 i Gävle Heliga Trefaldighets församling, Gävle, var en svensk målare.
Sundström studerade vid Konsthögskolan i Stockholm 1916–1919 och belönades där med den kungliga medaljen 1919. Efter skolan företog han ett antal studieresor till Frankrike, Spanien och Italien. Separat ställde han ut ett flertal gånger bland annat i Gävle, Sundsvall och Hudiksvall. Hans konstnärliga bana beskrev en brant kurva där kulmen var en relativt tidig utförsbacke och slutpunkten kom att ligga tragiskt lågt. Det är framförallt hans produktion från 1920-talet som har ett bestående värde. Från åren 1917–1919 utförde han ett stort antal Stockholmsmotiv i återhållsamma stämningsbilder. 1919–1922 tillkom en rad vackra Visbyvyer och några uttrycksfulla Hälsingelandskap. Som katolik hade han en stark anknytning till kyrkorummet och det avspeglar sig i några målningar med kyrkointeriörer. Från 1930-talet och framåt släppte han från sig många verk som var färggranna och såg ut som hållningslösa vykort. Hans konst består av landskap, porträtt och figurkompositioner. En minnesutställning med ett hundratal av hans verk visades på Gävle museum 1962. Sundström är representerad vid Östersunds museum och Gävle museum.